# Izohipse
Izohipse (grč. isos = jednak, hypsos = visina) su zamišljene krivulje koje na zemljopisnim kartama povezuju mjesta iste nadmorske visine.
Što je mreža izohipsi gušća, znači da se u prirodi radi o strmijem području (planine na kopnu, morske brazde u moru).
Kopnene izohipse se označavaju svjetlo-smeđom bojom, a morske izohipse (izobate) svjetlo-plavom bojom. Zavisno od preciznosti karte, izohipse su nacrtane u razmacima od 5, 10, 20, 50, 100, ili više metara nadmorske visine. Tako je na preciznijim kartama terena mjerila M = 1 : 25.000 ili M = 1 : 50.000 (takozvanim specijalkama) najčešći razmak izohipsi 20 metara, s tim da je su one izohipse razmaka 100 metara deblje nacrtane.